# Highclere, Hampshire
Highclere är en ort och civil parish i Storbritannien.   Den ligger i grevskapet Hampshire och riksdelen England, i den södra delen av landet, 90 km väster om huvudstaden London. Highclere ligger 135 meter över havet och antalet invånare är 2 463.
Terrängen runt Highclere är platt. Runt Highclere är det ganska tätbefolkat, med 248 invånare per kvadratkilometer. Närmaste större samhälle är Newbury, 7,8 km nordost om Highclere. Trakten runt Highclere består till största delen av jordbruksmark.